# 黄岐镇
黄岐镇是福州市连江县下辖的一个镇，位于黄岐半岛中部，南面与马祖列岛隔海相望，面积20平方公里。下辖4个居委会和7个行政村。镇政府驻地為海丰社區。

## 行政区划
现辖：
海丰社区、海新社区、海英社区、海建社区、长沙村、赤沃村、大建村、赤才村、后仑村、大谷村和古石村。